# Babki (województwo kujawsko-pomorskie)
Babki – osada w Polsce położona w województwie kujawsko-pomorskim, w powiecie mogileńskim, w gminie Jeziora Wielkie.
W latach 1975–1998 miejscowość administracyjnie należała do województwa bydgoskiego.